# دیستروواچ
دیستروواچ (به انگلیسی: Distrowatch) وب‌گاهی است که به انتشار اخبار توزیع‌های لینوکس می‌پردازد. در این ذیل رتبه‌بندی توزیع‌ها در دیستروواچ از شهرتی نسبی در فضای لینوکس برخوردار است.

این رتبه‌بندی بر اساس میزان مراجعات به صفحات اختصاص داده شده به هر توزیع، در این وبگاه صورت می‌پذیرد. این میزان به هیچ عنوان شاخصی برای تعیین میزان استفاده یا محبوبیت یک توزیع نبوده و تنها می‌توان از آن به عنوان شمارندهٔ صفحات گوناگون این وبگاه یاد کرد. این مهم صراحتاً مورد تأکید دست‌اندرکاران این وب‌گاه قرار دارد، هرچند بعضاً با عدم توجه علاقه‌مندان لینوکس مواجه می‌شود.